# 尚德当铺
尚德当铺又称三槐堂，位于中华人民共和国浙江省绍兴市越城区蕺山街中段，坐西朝东，为建于清末的当铺旧址。

## 历史
采用前店后屋、商住合一的布局形式。建筑总面积1229平方米，硬山顶砖木结构，中轴线上依次为门屋、仪门（为砖雕门楼，用以区分当铺和宅院）、前楼和后楼，除仪门外面阔均为五间，两侧连以厢楼及部分附房，外围砌高大的封火山墙。原典当之处设于沿街二层门屋，进深七檩，明间梁架采用抬梁式，前檐封以厚重砖墙，中辟石库门，前后楼结构大致与其类同，前楼北次间设有深约2米的储藏室。